# Ziarul unui pierde-vară
Ziarul unui pierde-vară este un volum de poezii de George Coșbuc publicat în 1902. Este al treilea volum de poezii al lui Coșbuc. În același an a apărut ediția a III-a a primului său volum de poezii, Balade și idile.

## Cuprins
Volumul este format din următoarele poezii:
- Andromahe
- Apoi vezi...
- Blestemul trădării
- Castelanul
- Chindia
- Cicoarea
- Crăciunul în tabără
- După furtună
- Faptul zilei
- Gînduri
- Hora
- În miezul verii
- În zori
- Lumânărica
- Moartea lui Gelu
- Murind
- Nuntă în codru
- Pace
- Pastel
- Pe munte
- Pe plaiul muntelui
- Pe Tâmpa
- Pierde-vară
- Povestea cântării
- Regele Pontului
- Strigoiul
- Ștrengarii de pe Cynthus
- Zâna pădurii